# オゼノキサシン
オゼノキサシン（英語: Ozenoxacin, 略称: OZNX, 記号番号: M5121, T-3912）は、主に尋常性痤瘡（にきび）の治療で使用されるニューキノロン系の抗菌剤であり、細菌性の皮膚感染症にも使用される。日本では、オゼノキサシン2%含有の外用剤であるゼビアックスローションが2015年から、油性クリームが2021年から処方箋医薬品として販売されている。(マルホ製造販売)

## 適応

### 適応菌種
オゼノキサシンに感性のブドウ球菌属 (Staphylococcus) 、アクネ菌 (P.acnes) 

### 適応症
- 表在性皮膚感染症
- 痤瘡（化膿性炎症を伴うもの）

結節及び嚢腫には、他の適切な治療を行うこと

## 使用上の注意
表在性皮膚感染症の治療
1週間で効果が認められない場合は使用を中止すること。
ざ瘡の治療
4週間で効果が認められない場合は使用を中止すること。
炎症性皮疹が消失した場合には継続使用しないこと。
耐性菌
耐性菌の発現等を防ぐため、疾病の治療上必要な最小限の期間の使用にとどめること。

## 副作用
有害事象（4.6%）
掻痒感（1.1%）、適用部位の乾燥（1.1%）、適用部位の刺激感（0.9%）

## 薬理学

### 作用機序
オゼノキサシンは、細菌のDNAジャイレース及びトポイソメラーゼIVに作用してDNAの複製を阻害することにより抗菌作用を示す。